# Splash Brannigan
Splash Brannigan è un personaggio dei fumetti dell'universo America's Best Comics, creato da Alan Moore e Hilary Barta e apparso per la prima volta su Tomorrow Stories n. 6 nel febbraio 2000.
È uno dei personaggi che comparivano nelle storie brevi sulla rivista antologica Tomorrow Stories, insieme a Cobweb, First American & U.S. Angel, Greyshirt e Jack B. Quick.

## Personaggio
Splash Brannigan è un essere di inchiostro quadridimensionale creato dal disegnatore Mort Gort; dopo essere rimasto 50 anni chiuso in una boccetta d'inchiostro è stato liberato da Ms. Daisy Screensaver e da allora vive le sue avventure parodistiche.